# 評価
評価（ひょうか、英語: evaluation、assessment）は、物事や人物の良し悪しや美醜などを調べ、価値を定めることである。その価値を認めることや、単に品物の価格を定めることを指すこともある。

## 概要
評価は、教育の場面における成果の判断、不動産や株などの財産的価値の判断、骨董品などの物の価値の判断、工学における技術や製品の優劣や性能などの判断、面接での態度などによる人柄の判断など、様々な場面で行われている。
評価は、いくつかの項目・観点に分けてなされることが多い。同じような意味合いで用いられる語として評定（ひょうてい）が挙げられるが、評定は「様々な評価を総合して、最終的に定めた値踏み」というニュアンスで、評価と評定は、厳密には別のものである。
なお、自らの価値の評価について述べることを批評（ひひょう）ともいうが、批判的な意味で使われることがある。また、その批評について論じることを評論（ひょうろん）といい、評論することを職業とするものを評論家（ひょうろんか）という。

## 評価のあり方

### 評価の信用性
評価を行う上では、評価に対する信用性が求められる。評価に対する信用性とは、「評価者に対する信用性」と「評価方法に対する信用性」とに分けて考えることができる。「評価者に対する信用性」とは、評価者が評価実施にあたって、評価を行うだけの十分な技術を持っているかということである。「評価方法に対する信用性」とは、評価する内容に対して、適切かつ十分な方法で評価を行っているかということである。
例えば運転免許試験を例にとると、実技試験での試験官がいいかげんな者であったならば、試験を行っても、そこで行われた評価が適切なものとは言い難くなる。実技試験が信用に足るものとなるためには、試験官が少なくとも十分な運転に関する技能と知識を持ち、さらに受験者に十分な運転技術が備わっているかどうか判断するための訓練を受けていなければならないと考えられる。また実技試験では運転技術は測ることができるが、運転に必要な知識を測るには十分とはいえない。知識を試す筆記試験をあわせて行うことにより、運転免許を与えることができるかどうかの評価を行う適切な方法となる。なお、試験などを行う際は、試験の内容や評価する上での基準が適切であることも求められる。
ただし、芸術作品の評価など、標準的な評価方法が定まっていないこともある。この場合の評価に対する信頼は、評価者（評価を行う人）の権威や、人物的信頼あるいはその功績の信頼といったものが大きな比重を占めることが多い。このような場合、評価者によって評価の方法が異なっているため、誰が評価を行ったのかということも評価における重要な情報となる。また、後になって別の評価者により評価の基準が大きく変更されたり、結果としてそれまでとまったく異なる評価になる事例も見られる。

### 評価を行う人と技術
信用される評価がなされるには、評価を行う人（評価者）に評価についての技術が伴っており、評価基準の知識を熟知している必要がある。しかし、評価方法に基づいて評価者が行う基準が明確に定まっていても、評価に際して行うことを評価者が確実に遂行できなければ適切な評価がなされることは難しい。こういった経緯で、評価技術が重視されている。
評価については、「信用性のある評価」として各種の活動に役立てられることが期待されることが多い。評価を活動に活かす場合は、複数の評価者がそれぞれ個別に別々の対象を扱うときがあるが、このような時に行われる評価は、一斉に同一の方法が取られ、評価者によって評価結果に違いが生じないことが期待される。例えば、学校においてある学年で複数の学級がおかれている場合、どの学級担任によっても同一の評価がなされることで、その結果を学年全体の教育活動に活かすことが可能となる。
信用性のある評価を行う上で特に注意しなければならないのは、不用意な主観が評価に混入してしまうことである。主観の混入を防ぐ手法は、心理学の見知からもさまざまなものが考えられており、チェックシートを用いたり、評価にかかわる資料を長期間保存しておきその資料を総括するなどの方法がある。また、評価者が複数いる場合は、評価者同士が互いに話し合ったり、評価技術や方法についての研究を行うなど、評価に関する情報交換を積極的に行うことも、評価者による評価のズレを防ぐのに有効であると考えられている。

### 評価の内容と方法
評価は、評価者・被評価者はもちろん、多くの人が納得できる内容について測り、納得できる方法で行われるのが望ましい。例えば、「ある検定の1級を持っている」といっても、その検定が、誰にでも簡単にできるような内容であるならば、その検定の1級というものに対する評価には、大きな価値は生まれなくなる。
同じような能力・価値をもったものならば、同じような評価を受けることは当然である。ある要素が評価対象となる事象に対してほとんど影響を与えないにもかかわらず、その要素がことさらに強調されて評価に大きな差が生じている場合、その評価が適切なものだとは考えにくい。具体的な例をあげると、男女差や年齢差が特段の意味もなく評価に影響を与えている場合や、評価が異なる理由を「個人差」・「個体差」としているにもかかわらず具体的にどのような側面に差があるのかが評価者にも分からない場合などでは、評価の対象となる内容や評価方法などに誤りがあると考えられる。
評価は、公平かつ公正で、有効性のあるものでなければ信用できず、特に教育場面においては、評価の内容と方法の厳格性が特に求められると考えられている。また、多くの人が評価の価値や尺度を共有することにより、評価そのものが持つ価値が高まるといわれている。